# گالری هنری آتنئو
گالری هنر آتنئو یک موزه هنر مدرن دانشگاه آتنئو دو مانیل است. این گالری در نوع خود اولین موزه در فیلیپین است. در واقع این گالری به عنوان یک منبع هنری برای جامعه دانشگاه و عموم مردم نیز خدمت می‌کند. گالری در بال هنر، آرته، دانشگاه آتنئو دو مانیل، خیابان کاتی پونان، لویولا هایتس، شهر کوئزون واقع شده‌است.
گالری هنری آتنئو که امروزه به‌عنوان اولین موزه هنر مدرن فیلیپین شناخته می‌شود، پس از وصیت فرناندو زوبل در سال ۱۹۶۰ مجموعه آثاری که او از هنرمندان مشهور پس از جنگ فیلیپین جمع‌آوری کرده‌بود در آتنئو تأسیس شد. در طول سال‌ها، دیگر بشردوستان و هنرمندان از ابتکار زوبل پیروی کردند و کمبودها و شکاف‌ها را پر کردند، به طوری که این مجموعه اکنون تمامی جنبش‌های هنری فیلیپین را در دوران پس از جنگ در خود جای داده و به نمایش گذاشته‌است: از نئورئالیسم و اکسپرسیونیسم انتزاعی تا گرایش‌های ترکیبی پست مدرن امروزی. نقاشی‌ها و طراحی‌های زیبای گالری شامل بیش از ۳۰۰ اثر از هنرمندان داخلی و بین‌المللی از رنسانس تا امروز را در بر می‌گیرد. انواع حکاکی‌ها، حکاکی‌های روی چوب، لیتوگرافی‌ها و سایر رسانه‌های گرافیکی بیش از ۸۰ هنرمند از جمله رامبراند، گویا، دلاکروا، تولوز لوترک، پیکاسو و جوونال سانسو را شامل می‌شود.

## مجموعه
گالری هنری آتنئو بیش از ۵۰۰ اثر هنری شامل نقاشی، چاپ، طراحی، مجسمه، عکس و پوستر را در خود جای داده‌است. ریشه‌های این مجموعه به فرناندو زوبل (۱۹۸۴–۱۹۲۰) می‌رسد. نقاش، محقق هنر و معلم در آتنئو، زوبل بیش از ۲۰۰ اثر هنری را برای تشکیل یک مجموعه مطالعاتی برای دانشجویان دانشگاه اهدا کرد. اولین بار در سال ۱۹۶۱ در سالن بلارمین قرار گرفت، در سال ۱۹۶۷ به طبقه همکف کتابخانه ریزال منتقل شد و در ۱ اکتبر ۲۰۱۷ به بخش هنر در آرته منتقل گردید.

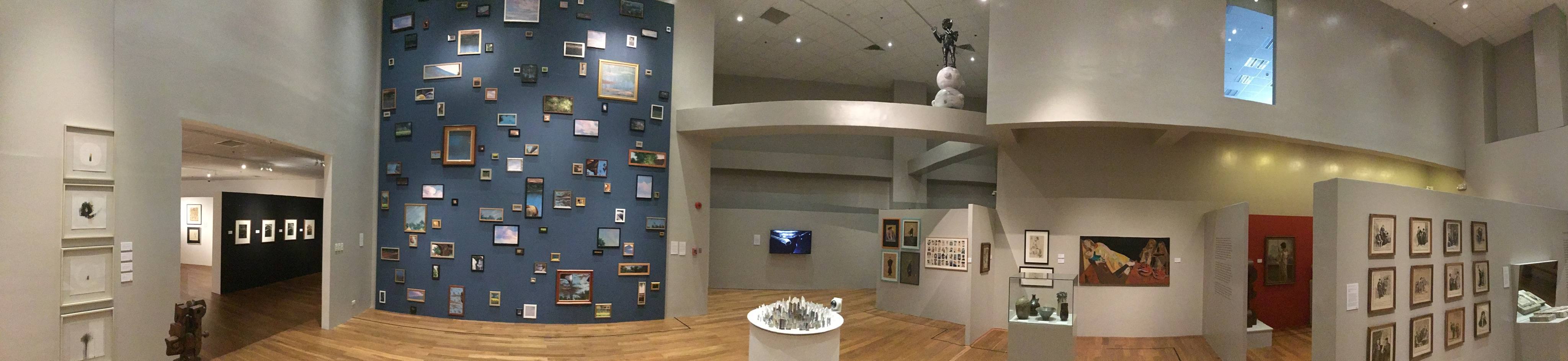
داخل گالری هنری آتنئو

## ادبیات
- لنزی، ایولا (۲۰۰۴). موزه‌های آسیای جنوب شرقی سنگاپور: نشریات مجمع‌الجزایر. شابک. ۲۰۰. شماره استاندارد بین‌المللی کتاب|ISBN 981-4068-96-9.